# Carlos Angulo
Carlos Angulo (20 de marzo de 1993, Quito, Ecuador) es un futbolista ecuatoriano. Juega de defensa y su equipo actual es Sociedad Deportivo Quito de la Serie A de Ecuador.
Carlos Angulo comenzó a jugar al fútbol a una edad joven en la división de menores del Juventus de Esmeraldas en el 2007, pasando por la división de menores de El Nacional en el 2010 y finalmente llega a la reserva de Sociedad Deportivo Quito en el 2011. En el Equipo Azul-Grana sería considerado para formar parte del equipo principal en contadas ocasiones en calidad de juvenil.
En el año 2014 es considerado por el D.T. Juan Carlos Garay para conformar el equipo principal de Deportivo Quito.

## Clubes
| Club                     | País    | Año       |
| ------------------------ | ------- | --------- |
| Reservas Deportivo Quito | Ecuador | 2011-2013 |
| Deportivo Quito          | Ecuador | 2014-     |